# Dicranoweisia funiculipes
Dicranoweisia funiculipes är en bladmossart som beskrevs av Jules Cardot och Brotherus 1923. Dicranoweisia funiculipes ingår i släktet snurrmossor, och familjen Dicranaceae. Inga underarter finns listade i Catalogue of Life.